# Hell Boats
Hell Boats és una pel·lícula estatunidenca i britànica dirigida per Paul Wendkos, estrenada el 1970.

## Argument
Un oficial estatunidenc al servei de la Royal Navy prova el 1942 bloquejar Malta i destruir un arsenal alemany a Sicília.

## Repartiment
- James Franciscus: Tinent Comodor Jeffrods
- Elizabeth Shepherd: Alison
- Ronald Allen: Comodor Ashurts
- Reuven Bar-Yotam: Yacov
- Mark Hawkins: Tinent Barlow
- Philip Madoc: el capità
- Peter Burton: Ajuda de camp de l'Almirall